# Touch (film)
Pour les articles homonymes, voir Touch.
Pour plus de détails, voir Fiche technique et Distribution.
Touch, ou Les mains de Dieu au Québec, est un film américain réalisé par Paul Schrader et sorti en 1997. Il s'agit d'une adaptation du roman du même nom d'Elmore Leonard.   

## Synopsis
Juvenal a le don de guérir les malades par simple imposition des mains sur leurs corps. Le jeune homme commence à voir des stigmates apparaître mystérieusement sur sa peau. Parallèlement, l'ancien évangéliste Bill Hill n'en peut plus de vendre des mobiles homes pour gagner sa vie. Il convainc son amie Lynn Faulkner de séduire Juvenal pour tenter d'exploiter son don commercialement. Mais Lynn et Juvenal tombent amoureux. Mais le fondamentaliste August Murray s'oppose à cette relation.

## Fiche technique
- Titre original : Touch
- Titre québécois : Les mains de Dieu[1]
- Réalisation : Paul Schrader
- Scénario : Paul Schrader, d'après le roman Touch d'Elmore Leonard
- Musique : Dave Grohl
- Photographie : Edward Lachman
- Montage : Cara Silverman (en)
- Production : Fida Attieh & Lila Cazès
- Sociétés de production : Lumière International & Initial Productions
- Société de distribution : United Artists
- Pays de production :  États-Unis
- Langue original : anglais
- Format : Couleur - DTS - 35 mm - 1.85:1
- Genre : comédie dramatique
- Durée : 93 minutes

## Distribution
- Skeet Ulrich (VF : Emmanuel Curtil) : Juvenal / Charlie Lawson
- Bridget Fonda (VF : Françoise Cadol) : Lynn Faulkner
- Christopher Walken (VF : Bernard Tiphaine) : Bill Hill
- Tom Arnold : August Murray
- Janeane Garofalo : Kathy Worthington
- Paul Mazursky : Artie
- Mason Adams : le père Nestor
- Gina Gershon : Debra Lusanne
- Lolita Davidovich : Antoinette Baker
- Anthony Zerbe : le père Donahue
- Breckin Meyer : Greg Czarnicki
- Conchata Ferrell : Virginia Worrel
- John Doe : Elwin Worrel
- Richard Fancy (en) : le juge
- Don Novello : le père Navaroli

## Distinctions

### Nominations
- Film Independent's Spirit Awards
  - Meilleur réalisateur pour Paul Schrader
  - Meilleur scénario pour Paul Schrader
- Festival international du film de Catalogne
  - Meilleur film pour Paul Schrader

## Commentaires
Le film est une satire de l'industrie américaine de l'évangélisme.